# College Park–Universidad de Maryland (Metro de Washington)
College Park–Universidad de Maryland es una estación en la línea Verde del Metro de Washington, administrada por la Autoridad de Tránsito del Área Metropolitana de Washington. La estación se encuentra localizada en cerca de la Universidad de Maryland en College Park en College Park en el condado de Prince George en Maryland. Esta estación sería una de las estaciones de la línea Púrpura, conocida anteriormente como Bi-County Transitway.

## Conexiones de autobuses

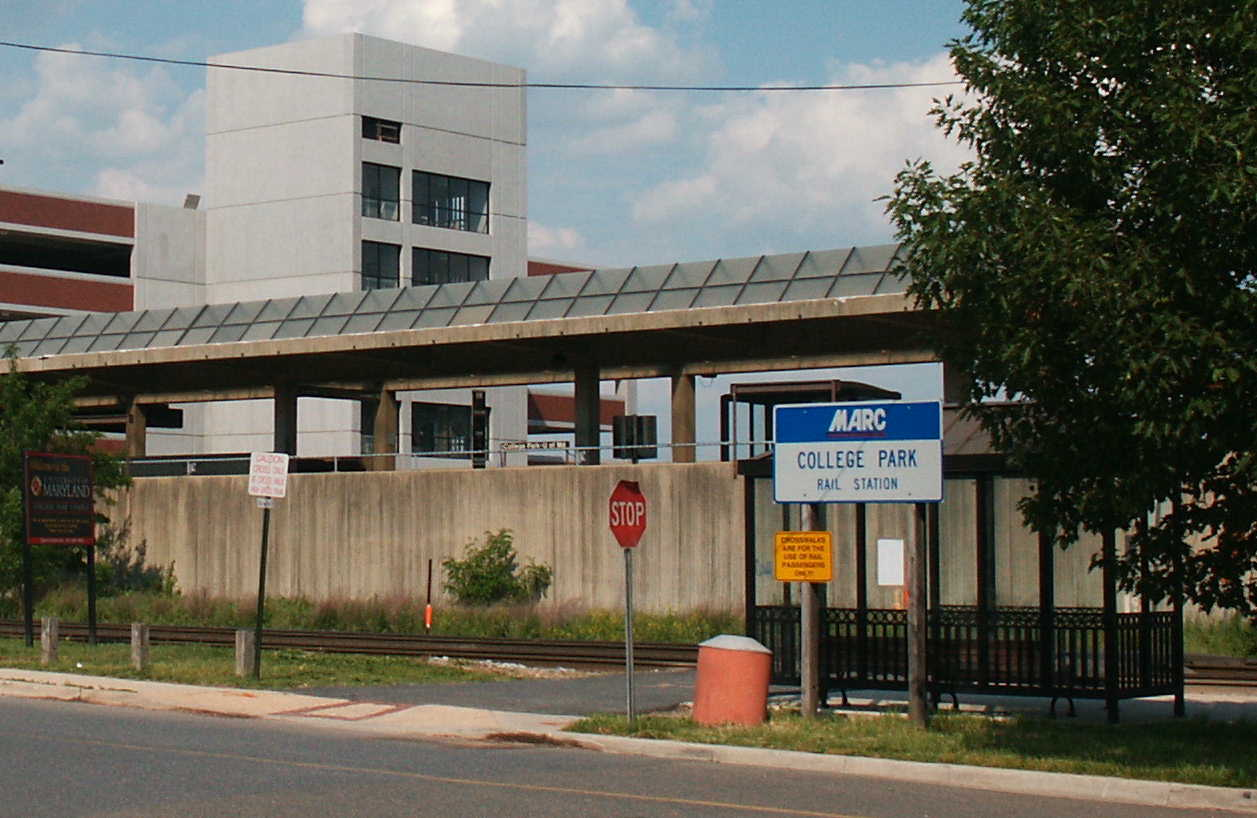
Plataforma del Tren de Cercanías MARC en College Park.

- WMATA Metrobus
- Connect-a-Ride
- TheBus
- UM Student Shuttle

## Servicio de MARC
Los trenes de MARC, en la línea Camden, se detiene en esta estación en un set de vías que están paralelas a las vías del Metro. Estas vías son accesibles desde el lado oeste de la estación y también por el túnel peatonal que pasa bajo las vías del Metro. Solamente ciertos trenes de la línea Camden se detienen en la estación College Park.